# Takeichi Harada

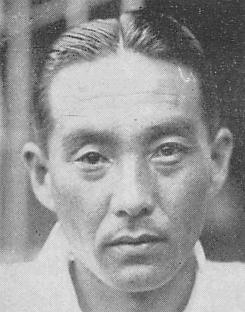
Takeichi Harada ca.1934

Takeichi Harada, född 16 maj 1899, död 12 juni 1978, var en japansk tennisspelare.
Takeichi Harada var en av de tennisspelare från Japan som under 1920-talet nådde stora internationella framgångar. Liksom sina landsmän Ichiya Kumagae och Zenzo Shimidzu tillbringade han betydande tid i USA, där han utvecklade sitt tennisspel genom möten med flera av toppspelarna där, bland andra amerikanerna Bill Tilden och Bill Johnston. Harada rankades under 1925 och 1926 bland de bästa spelarna i USA, 1926 var han trea efter Bill Tilden och spanjoren Manuel Alonso. Placeringen som trea var samma position som Ichiya Kumagae före honom nådde 1919. Harada nådde aldrig final i någon av Grand Slam-turneringarna.
Samtliga japanska tennisspelare under denna period, som benämndes "det japanska undret" hade utvecklat sitt tennisspel i Japan genom att samtidigt spela Soft tennis, ett spel snarlikt tennis, men där bollen är lättare och nätet högre. Detta premierar grundslag som slås med racketfattningen "Western grepp", varvid bollen kan ges en relativt hög bana över nätet, samtidigt som den slås med mycket överskruv (topspin). Slagen är effektiva också i vanlig tennis och gav japanerna en spelmässig fördel framför andra länders spelare.
Takeichi Harada deltog med stor framgång 1924-1930 i det japanska Davis Cup-laget som 1926 och 1927 nådde interzonfinal. Han spelade totalt 39 matcher av vilka han vann 27 (varav 15 på gräsbanor). Han besegrade bland andra spelare som spanjoren Alonso och den australiske spelaren, tillika Wimbledonmästaren från 1919 och 1922, Gerald Patterson. Sina främsta segrar i sammanhanget noterade han 1926 då han i singlarna besegrade de franska storspelarna René Lacoste (6-4, 4-6, 6-3, 9-7) och Henri Cochet (6-1, 6-3, 0-6, 6-4) i interzonfinalen som spelades på West Side Tennis Club i Forest Hills. Frankrike vann dock hela mötet med 3-2, eftersom hans lagkamrat Tsumio Tawara förlorade sina båda singlar. Fransmännen (Cochet/Jacques Brugnon vann även dubbelmatchen över Harada/Tawara med 6-0, 6-0, 6-2.